# Solanum mitlense
Solanum mitlense är en potatisväxtart som beskrevs av Michel Félix Dunal. Solanum mitlense ingår i släktet skattor som ingår i familjen potatisväxter. Inga underarter finns listade i Catalogue of Life.